# Villa Winter
La villa Winter o casa Winter está situada en la localidad de Cofete, en la isla canaria de Fuerteventura (España), frente a la cordillera que atraviesa la península de Jandía. Fue diseñada por el ingeniero alemán Gustav Winter, nacido en 1893 en la Selva Negra. Gustav Winter trabajó en España desde 1915 y se destacó por sus muchos proyectos en Fuerteventura y Gran Canaria.

## Historia
La casa fue construida en 1946 y presenta dos plantas, sótano, una torre en la parte noreste con una vista de 360 grados y un balcón en el frente. Posee una extraña distribución, con gruesas paredes, puertas tapiadas, túneles e incluso un búnker. La villa fue renovada en 1985 y probablemente esperaban hacer de ella un restaurante o un hotel, algo que aún resulta dudoso. En 1997 la casa fue adquirida por la empresa Lopesan, aunque su propiedad no es reconocida por su inquilino, Pedro Fumero.

## Leyendas

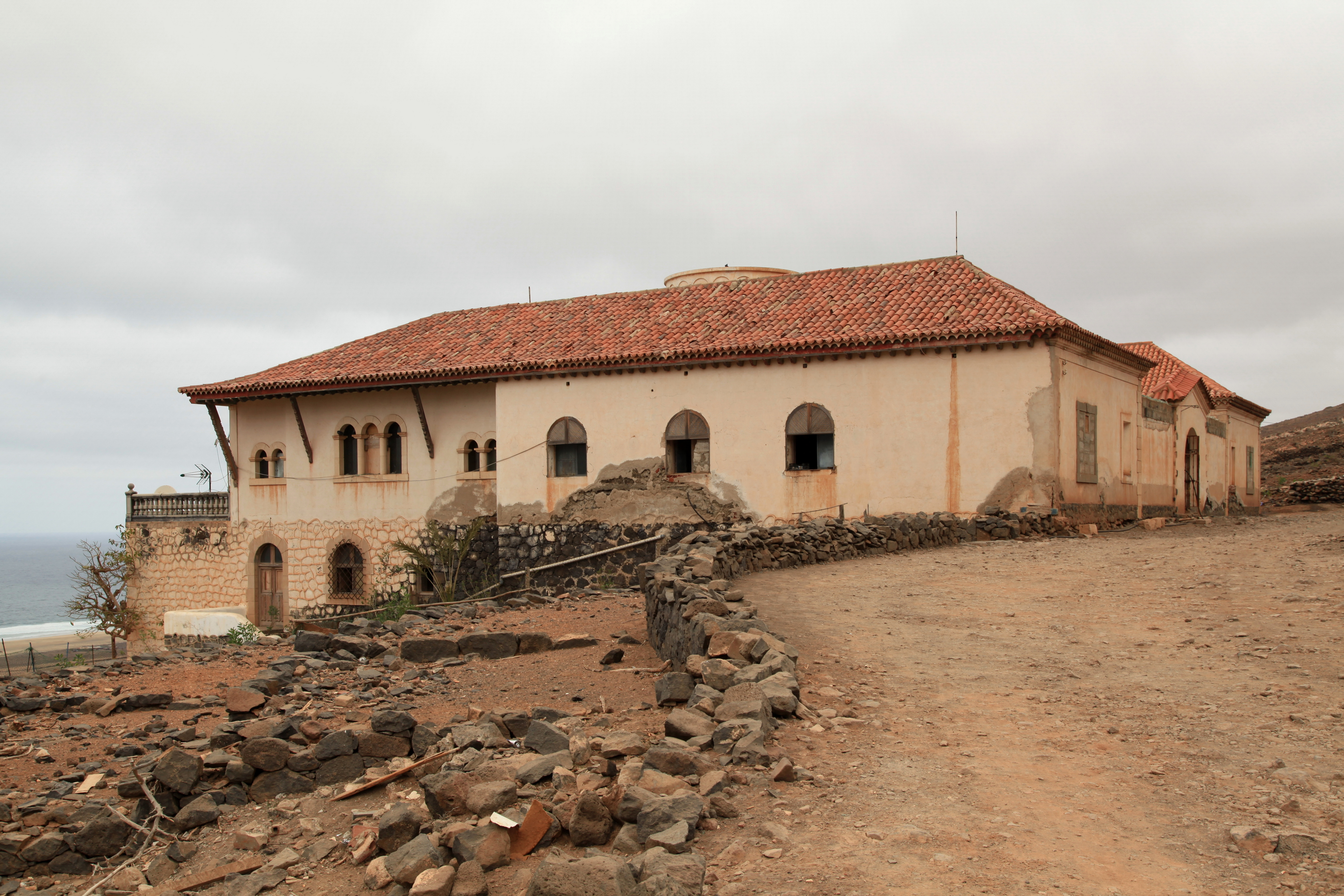
Una fachada del inmueble.

Villa Winter ha levantado mucha polémica en la zona y es objeto de numerosos cuentos y leyendas: una de ellas cuenta que está construida sobre terrenos que tienen exactamente la misma forma y en proporción el mismo tamaño que la isla. Además, su posición en estos terrenos casa perfectamente con la posición real de Fuerteventura.

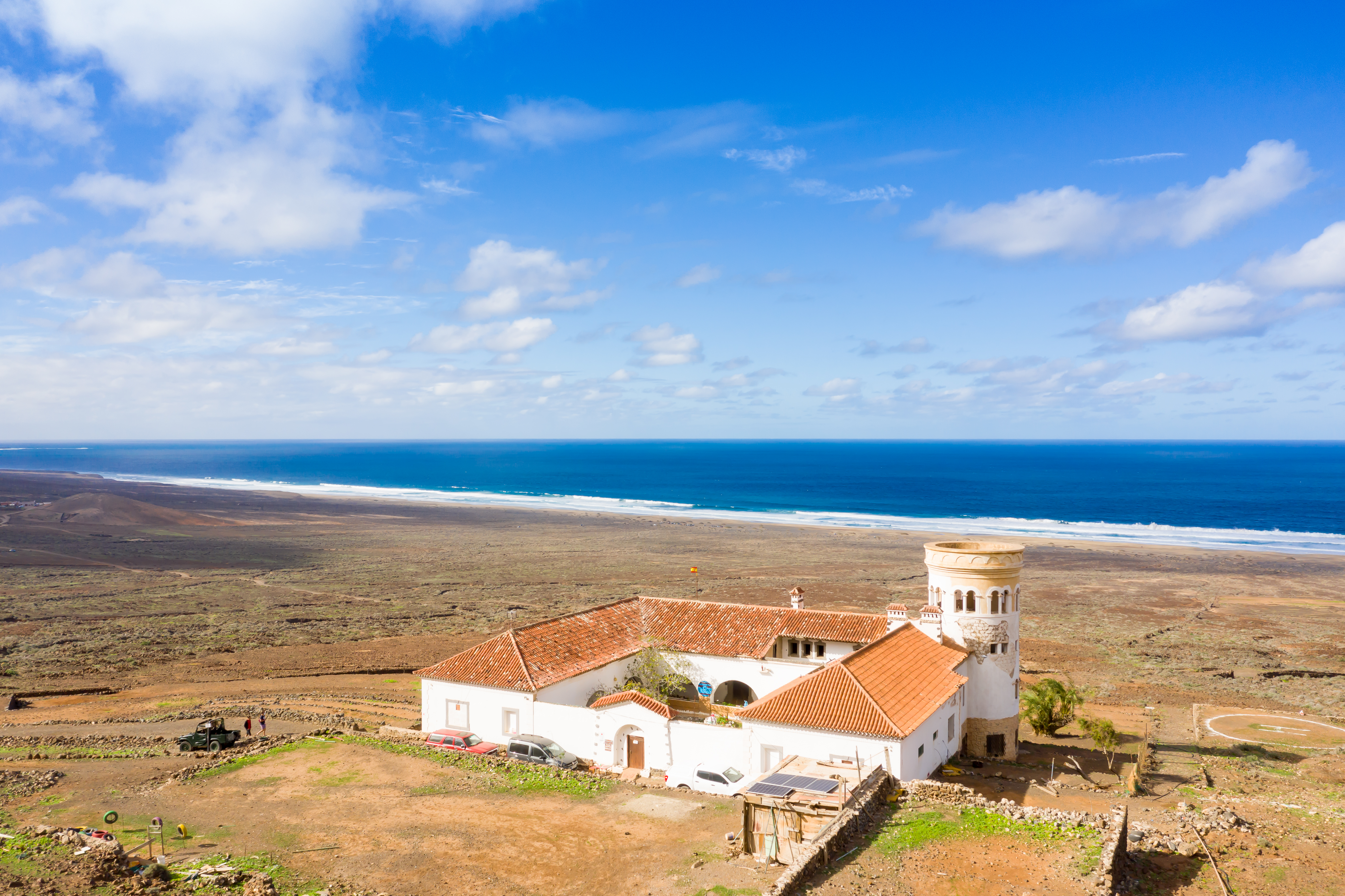
La villa Winter vista desde arriba.

Se ha dicho que sirvió como base de aprovisionamiento para la flota de submarinos nazis durante la Segunda Guerra Mundial, aunque puede decirse que ello resulta materialmente imposible, por la escasa profundidad de las aguas en la zona. Esta leyenda se mezcla con otras tan inverosímiles, como que pudo ser disfrutada para fiestas por oficiales nazis durante la guerra (realmente, la casa nunca llegó a acabarse durante el conflicto) o que (lo cual sería incluso más razonable) podría haber servido como morada de algún alto dignatario alemán huido tras la contienda, al amparo del cobijo que le dispensarían los militares españoles, aún bastante cercanos a los regímenes totalitarios de la época. Aun así, no dejan de ser leyendas que han profundizado el encanto fantástico del lugar, rodeado de una larga, bella y casi virgen playa.
Dentro de la casa hay una habitación con desagües en el suelo y lo que parece ser un horno crematorio, y algunos creen que era empleada como un laboratorio o para hacer operaciones de cirugía estética.
Según algunos expertos, la torre de la casa pudo ser usada como un puesto de vigilancia desde el cual se recibían comunicaciones de los submarinos y se emitían señales luminosas.

## En la literatura
Alberto Vázquez-Figueroa, en su novela Fuerteventura (1999) relata una historia de intriga y espionaje durante la Segunda Guerra Mundial y que responde a la leyenda más extendida sobre esta parte de la isla de Fuerteventura; la casa de “Los Winter” como casa de reposo para oficiales de los temibles submarinos alemanes.
En su novela El contenido del silencio (2011), Lucía Etxebarria relata la presunta historia de la casa Winter. Según la nota de la autora, se servía de dos fuentes, pero la verdad no queda aclarada.